# Pjotr Iwanowitsch Tschelischtschew
Pjotr Iwanowitsch Tschelischtschew (russisch Пётр Иванович Челищев, wiss. Transliteration Pëtr Ivanovič Čeliščev; geb. 1745; gest. 1811) war ein russischer Schriftsteller, Ethnograph und Reisender aus der Familie Tschelischtschew. Er war ein Kommilitone von Radischtschew an der Universität Leipzig und gilt als dessen Mitarbeiter bei der Zusammenstellung von dessen berühmtem Buch Reise von Petersburg nach Moskau.
Tschelischtschew ist der Autor des Buches Puteschestwije po seweru Rossii w 1791 godu (Reise durch den Norden Russlands im Jahre 1791).

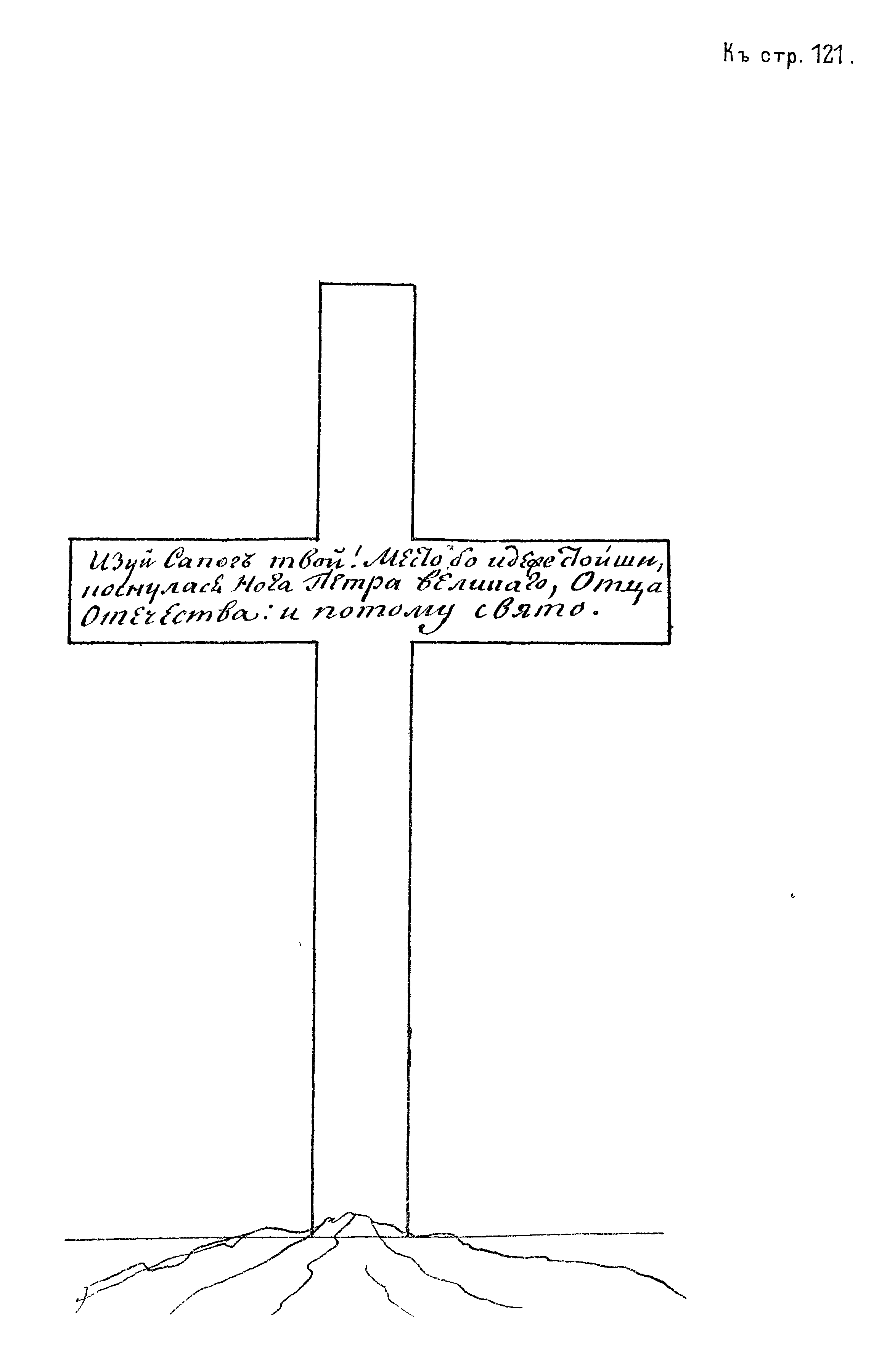
Illustration "Kreuz zum Gedenken an Peter den Großen, errichtet von P. I. Tschelischtschew in Cholmogory" aus dem Tagebuch von P. I. Tschelischtschew "Reise in den Norden Russlands 1791". Die Inschrift auf dem Kreuz lautet: "Prüfe deinen Stiefel, denn der Ort, an dem es steht, wurde vom Fuß Peters des Großen, des Vaters des Vaterlandes, berührt und ist daher heilig" («Изуй сапогъ твой, мѣсто бо, идѣже стоити, коснулася нога Петра Великаго, отца отечества, и потому свято»).

## Publikationen
- Pëtr Ivanovič Čeliŝev: Putešestvie po Sěveru Rossii v 1791 godu. Balašev, 1886